# نادي تورك تليكوم
نادي تورك تليكوم هو نادي كرة قدم تركي أٌسس عام 1954. يلعب النادي في TFF 2. Lig ‏.